# Пскем
Пске́м (узб. Piskom) — річка на півночі Ташкентської області Узбекистану.
Довжина річки — 70 км, а площа басейну 2540 км2.
Режим живлення — сніго-льодовиковий

## Географічний опис
Витоки річки Пскем містяться в льодовиках Таласького Ала-Тоо на території Казахстану та Узбекистану, де беруть свій початок дві річки Майдантал і Ойгаїнг, від злиття яких і бере свій початок Пскем.

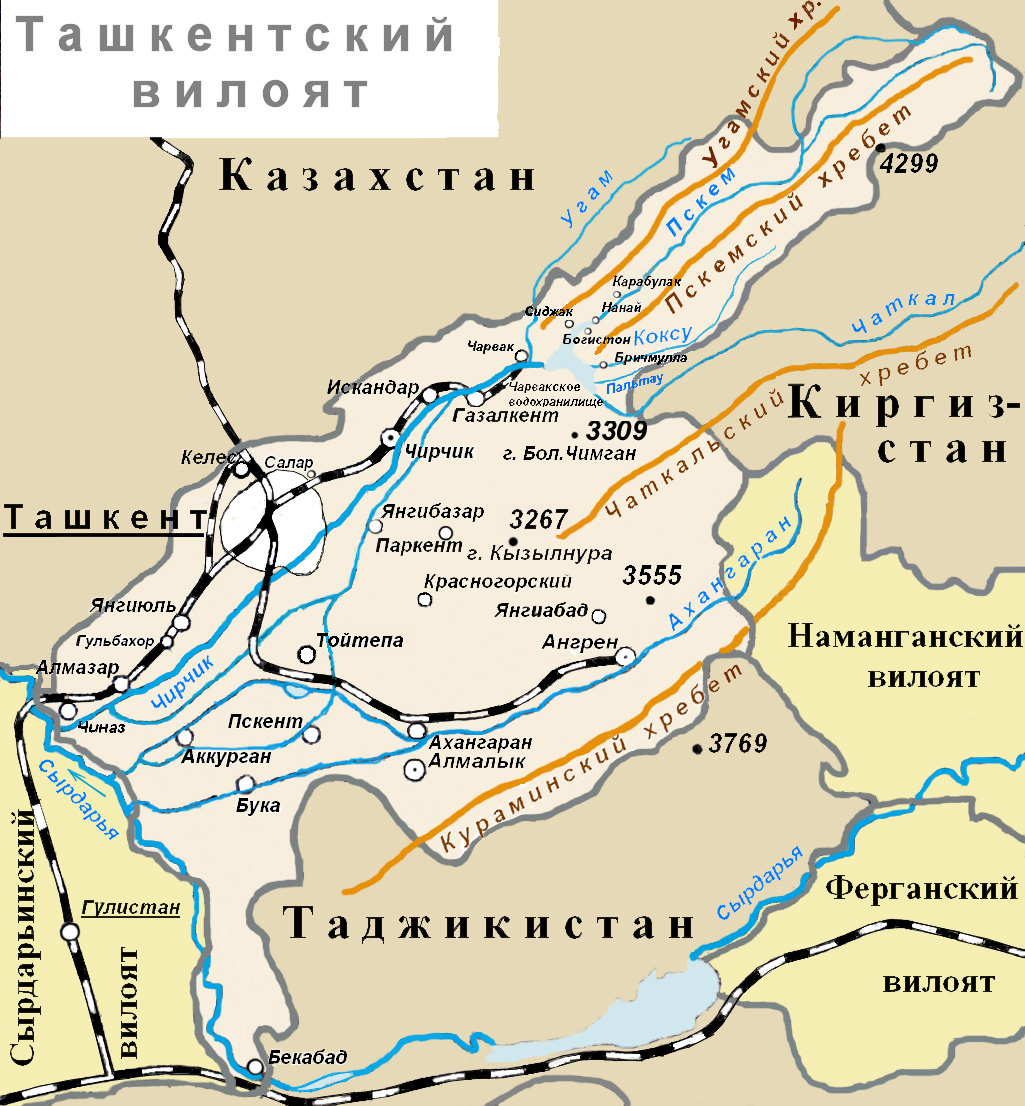
Пскем на карті Ташкентського вілояту

У верхній течії річка тече вузькою скелястою ущелиною, нижче за течією річки ущелина розширюється, причому значно. Далі протягом більше 40 кілометрів Пскем тече широкою Пскемською долиною, розташованою біля підніжжя Пскемського хребта.
Річка Пскем впадає в Чарвацьке водосховище. До утворення Чарвацького водосховища злиття річок Пскем і Чаткал утворювали річку Чирчик.

## Пскемська долина
Береги річки, що тече по Пскемській долини, вкривають зарості чагарнику, а також зустрічаються плодові дерева (яблуні, груші, абрикоси і сливи), невеликі гаї волоського горіха, а також ростуть клени і тополі.
Багато представлена і фауна долини: тут живуть їжатці, куниці, лисиці, бабаки, а також дикі кабани і бурі ведмеді, зустрічається багато видів птахів.

## Притоки Пскема
Притоки Пскема — гірські саї, водоносність яких залежить від пори року. В період активного танення снігів на висотах понад 2500 метрів, рівень води в притоках істотно зростає, відзначаються селеві явища.
У місцях, де стіни ущелин приток утворені скелями, досить часті водоспади (зокрема сезонні). Після гірських обвалів, на притоках Пскема утворюються озера (наприклад, Іхначкуль), частина з яких існує достатньо тривалий час (десятки років і більше).

### Список приток
Вказано великі притоки Пскема, від злиття Ойгаїнга і Майдантала до впадіння Пскема в Чарвацьке водосховище:
- Анаульгенсай (праворуч)
- Іхначсай (ліворуч)
- Пскемсай (ліворуч)
- Урунгач (праворуч)
- Бадаксай (ліворуч)
- Когари-Капчигай (ліворуч)
- Тепарсай (праворуч)
- Каптаркумуш (ліворуч)
- Харамзадесай (Оромзадесай) (праворуч)[2].
- Іспайсай (ліворуч)
- Муллаласай (ліворуч)
- Мачитосгансай (ліворуч)
- Аксарсай (ліворуч)
- Наволісай (праворуч)
- Сиджаксай (праворуч)

У період наповнення водою Чарвацького водосховища, останні три впадають безпосередньо в нього.

## Туризм
По річці Пскем часто здійснюється сплав водних туристів на плотах, байдарках. Нині більша частина Пскемської долини перебуває в прикордонній зоні, доступ туристів дозволений за спеціальними перепустками. Завдяки цьому, природа Пскема і його приток збереглася в первозданному вигляді.

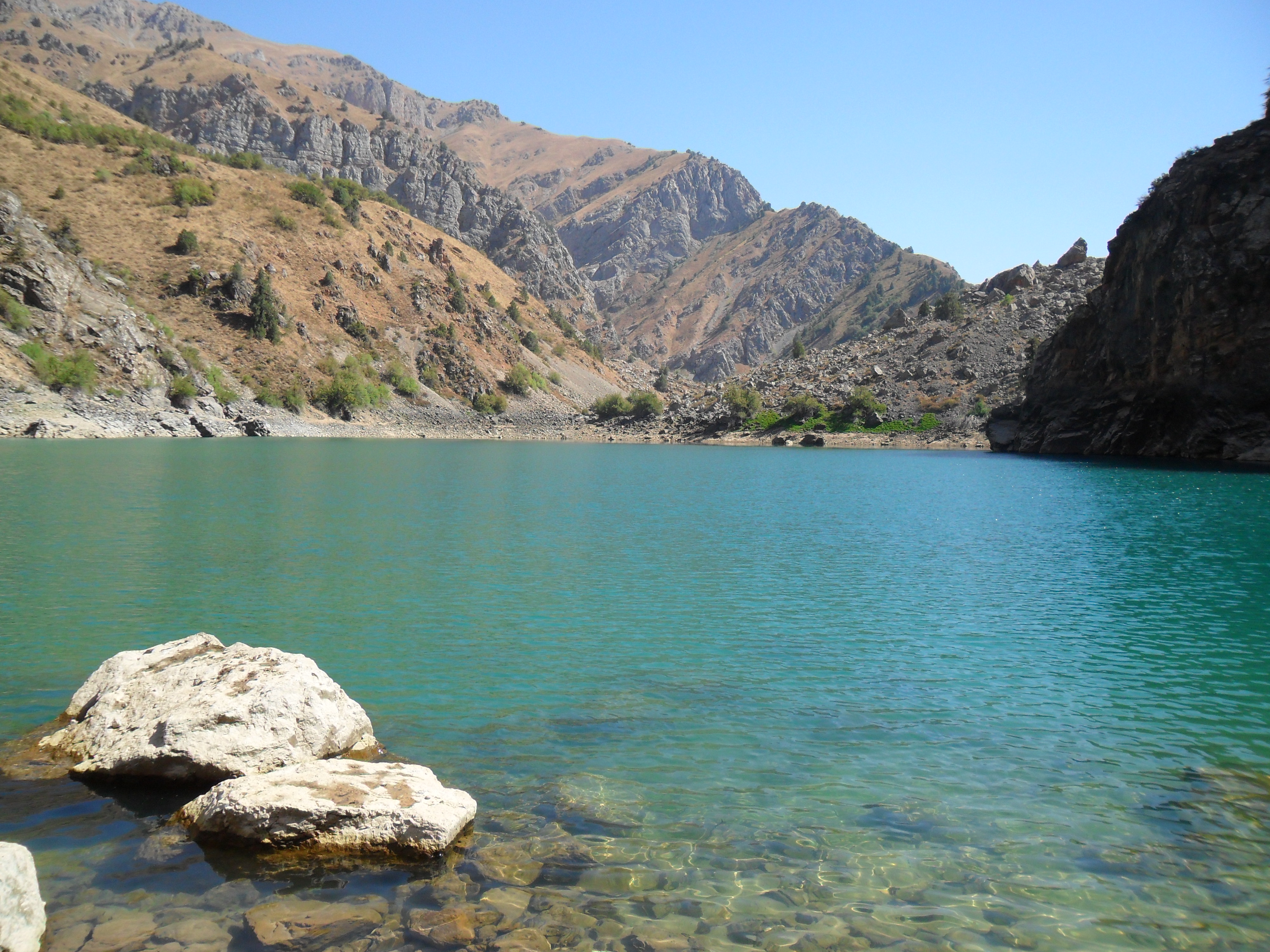
Озеро Урунгач на правій притоці Пскема

Популярність серед туристів мають високогірні озера, розташовані на притоках Пскема (Урунгачсай, Бадаксай, Іхнач). Цікава в туристичному плані права притока Пскема — Харамзадесай. Назва (перекладається як «незаконнонароджений струмок») походить від того, що основна маса води витікає з декількох отворів у скелі, тоді як «порядні» саї (по-узбецьки струмки) утворюються від танення сніжників, дрібних джерел, які послідовно зливаються в один сай, а Харамзадесай практично не має бічних приток.

## Населені пункти
В нижній течії річки розташовані населені пункти, такі як Карабулак, Нанай, Богістон. У середній течії найбільшим населеним пунктом є селище Пскем.

## Гідроенергетика
Нині поблизу селища Іспай будується Пскемська ГЕС, яка буде входити до Чирчик-Бозсуйського каскаду ГЕС. Запланована потужність становить 404,4 МВт (після будівництва стане другою за потужністю ГЕС у Республіці, після Чарвацької ГЕС). Плановий термін закінчення будівництва — 2024 рік.
Заплановано будівництво ГЕС біля селища Муллала.